# Encyclia rosea
Encyclia rosea là một loài thực vật có hoa trong họ Lan. Loài này được (Gérard) ined. mô tả khoa học đầu tiên.